# HD 49095
HD 49095，又名CD-31 3640，SAO 197171、HR 2500，是一颗恒星，视星等为5.92，位于銀經241.29，銀緯-15.08，其B1900.0坐标为赤經6h 41m 38.4s，赤緯-31° -15.08′ 47″。